# زعرورية
زعرورية هي إحدى القرى اللبنانية من قضاء الشوف في محافظة جبل لبنان.